# Huriwka
Huriwka (ukrainisch Гурівка; russisch Гуровка Gurowka) ist ein Dorf im Südosten der ukrainischen Oblast Kirowohrad mit etwa 1200 Einwohnern.
Das Dorf wurde Ende des 17. Jahrhunderts zum ersten Mal schriftlich erwähnt und liegt am Fluss Bokowa sowie der ukrainischen Nationalstraße N 23, 77 Kilometer südöstlich der Rajons- und Oblasthauptstadt Kropywnyzkyj, die ehemalige Rajonshauptstadt Dolynska befindet sich 25 Kilometer westlich des Ortes.

## Verwaltungsgliederung
Am 12. Juni 2020 wurde das Dorf zum Zentrum der neugegründeten Landgemeinde Huriwka (Гурівська сільська громада/Huriwska silska hromada). Zu dieser zählen die 15 in der untenstehenden Tabelle aufgelisteten Dörfer, bis dahin bildete es zusammen mit dem Dorf Blahodatne die gleichnamige Landratsgemeinde Huriwka (Гурівська сільська рада/Huriwska silska rada) im Südosten des Rajons Dolynska.
Am 17. Juli 2020 kam es im Zuge einer großen Rajonsreform zum Anschluss des Rajonsgebietes an den Rajon Kropywnyzkyj.
Folgende Orte sind neben dem Hauptort Huriwka Teil der Gemeinde:
| Name                     | Name              | Name                                      |
| ukrainisch transkribiert | ukrainisch        | russisch                                  |
| ------------------------ | ----------------- | ----------------------------------------- |
| Blahodatne               | Благодатне        | Благодатное (Blagodatnoje)                |
| Bokowe                   | Бокове            | Боковое (Bokowoje)                        |
| Bratoljubiwka            | Братолюбівка      | Братолюбовка (Bratoljubowka)              |
| Dubrowyne                | Дубровине         | Дубровино (Dubrowino)                     |
| Hanniwka                 | Ганнівка          | Анновка (Annowka)                         |
| Iwaniwka                 | Іванівка          | Ивановка (Iwanowka)                       |
| Nahirne                  | Нагірне           | Нагорное (Nagornoje)                      |
| Nykyforiwka              | Никифорівка       | Никифоровка (Nikiforowka)                 |
| Pyschne                  | Пишне             | Пышное (Pyschnoje)                        |
| Selenyj Haj              | Зелений Гай       | Зелёный Гай (Seljony Gai)                 |
| Sytajewe                 | Ситаєве           | Ситаево (Sitajewo)                        |
| Tscherwone               | Червоне           | Червоное (Tscherwonoje)                   |
| Warwariwka               | Варварівка        | Варваровка (Warwarowka)                   |
| Wassyliwka               | Василівка         | Василевка (Wassilewka)                    |
| Wesseli Bokowenky        | Веселі Боковеньки | Весёлые Боковеньки (Wessjolyje Bokowenki) |